# 罗普 (贝尔福地区省)
罗普（法語：Roppe，法語發音：[ʁɔp]）是法国勃艮第-弗朗什-孔泰大区贝尔福地区省的一个市镇，位于该省中北部，属于贝尔福区和大贝尔福城市圈公共社区。

## 地理
罗普（47°40'14"N, 6°55'10"E）面积7.43 平方千米，位于法国勃艮第-弗朗什-孔泰大區贝尔福地区省，该省份为法国东北部内陆省份，东临上莱茵省，北起孚日省，西接上索恩省，南与杜省和瑞士接壤。
与罗普接壤的市镇（或旧市镇、城区）包括：昂茹泰、代内、埃格尼格、埃卢瓦、法方、韦特里涅。

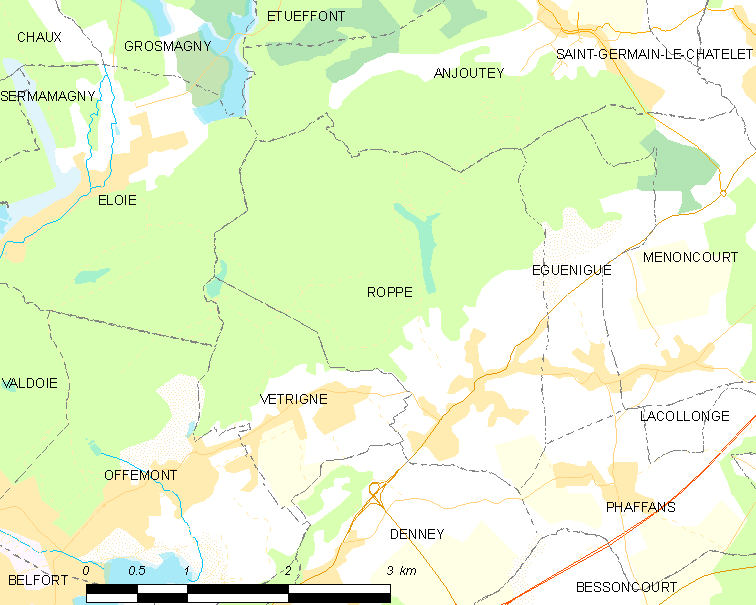
的OSM定位图

罗普的时区为UTC+01:00、UTC+02:00（夏令时）。

## 行政
罗普的邮政编码为90380，INSEE市镇编码为90087。

## 政治
罗普所属的省级选区为瓦尔杜瓦县。

## 人口

1962-2008年间人口变化图示

罗普于2022年1月1日时的人口数量为1042人。